# Marcus Calpurnius Bibulus
Marcus Calpurnius Bibulus (? - 48 av. J.-C.) est un homme politique de la Rome antique, du parti conservateur des optimates.

## Biographie
Il épousa Porcia, fille de Caton, qui lui donna un fils.
Il fut édile en 65 av. J.-C., en même temps que Jules César, qui l'éclipsa complètement par la magnificence des jeux qu'il organisa.
Il fut consul en 59 av. J.-C., et partagea de nouveau son mandat avec Jules César. Chaque mois, un des consuls exerçait le pouvoir, à tour de rôle, selon l'usage.
Il s'opposa d'abord de tout son pouvoir aux mesures d'attributions de terres aux vétérans de Pompée et aux nécessiteux de Rome, proposées par son collègue Jules César, par diverses mesures d'obstruction telles que :
- empêcher le déroulement des réunions du peuple présidées par Jules César en tirant des auspices défavorables ;
- tenter de faire annuler par le Sénat les mesures prises par Jules César le jour précédent ;
- proclamer jours fériés les jours où Jules César exerçait le pouvoir ;
- tenter de noyauter l'organisme qui serait en charge de redistribuer les terres par des conservateurs hostiles à la réforme.

Les partisans de César finirent par le bousculer ainsi que ses licteurs et le chasser du forum. Voyant toute résistance inutile, il s'enferma dans sa maison et y passa les huit derniers mois de son consulat sans prendre aucune part aux affaires : ainsi son consulat fut de fait entièrement nul. Les plaisantins de Rome désignèrent cette année sous le nom des consuls Jules et César, faisant allusion aux deux noms de César.
En 50 av. J.-C., il fut proconsul, charge qu'il n'avait pas encore reçue à la fin de son consulat. Sa province, la Syrie, était menacée par les Parthes après le désastre de Crassus. Il envoya ses deux fils récupérer les troupes auxiliaires de cavalerie que les Romains avaient laissées en Égypte pour rétablir Ptolémée Aulète. Peu désireux d'être enrôlés, les anciens soldats assassinèrent les deux fils. Cléopâtre VII fit arrêter les meurtriers et les envoya à Bibulus. Bibulus refusa d'exercer une vengeance personnelle et renvoya les prisonniers à Cléopâtre, disant que c'était au sénat romain qu'il appartenait de faire justice.
Bibulus participa à la guerre civile au côté de Pompée et commanda en 49 av. J.-C. la flotte qui transféra Pompée et ses partisans de Brindisi à la Macédoine. Il continua à verrouiller l'Adriatique durant l'année 49, mais pendant l'hiver 49/48, César parvint à tromper une surveillance relâchée en raison de la mauvaise saison et faire traverser un premier contingent. Bibulus intervint et put capturer plusieurs navires qui revenaient vers Brindisi, empêchant ainsi le transfert des renforts de Marc Antoine stationnés à Brindisi. Mais épuisé par les fatigues de la guerre, Bibulus décéda peu après, laissant la voie libre aux renforts que César attendait.